# Abidama wuningiana
Abidama wuningiana är en insektsart som beskrevs av Matsumura 1942. Abidama wuningiana ingår i släktet Abidama och familjen spottstritar. Inga underarter finns listade i Catalogue of Life.